# Bulbophyllum appressum
Bulbophyllum appressum là một loài phong lan thuộc chi Bulbophyllum.